# Barics Gyula
Barics Gyula (Bácsbokod, 1887. március 10. – Gyöngyös, 1929. október 10.) színész, énekművész.

## Életútja
Barics István és Schwóczer Mária fiaként született. 1905-ben lépett a színipályára és működött különböző vidéki színpadokon. 1913-ban Szatmáron játszott Heves Béla színtársulatában mint tenorista, amikor katonai szolgálatra hívták be. A város színügyi bizottsága erre ülést tartott, amelyen a szinigazgató kérésére elhatározták, hogy feliratot intéznek a honvédelmi miniszterhez, melyben kérik a minisztert, hogy a színház baritonistáját, Barics Gyulát, engedjék haza, illetve szabadságolják. 1923-ban az aradi színház tagja volt, ahol hosszabb ideig működött. Néhány operettje is színre került, az egyik, amelyet Czakó Pál és Kázmér Géza társaságában irt, 1922-ben szép sikert aratott a budai Várszínházban. 1923-ban az egyik estén, a Masa című oláhos színdarab előadása alkalmával tört ki rajta a dühöngő őrület, úgy, hogy az előadást abba kellett hagyni és őt kényszerzubbonyban szállítani be a kórházba. Barics tragédiája még Marosvásárhelyen kezdődött. Itt szerelmes lett Horváth Micibe, a ragyogó szépségű dívába, már úgy is volt, hogy megtartják eljegyzésüket, mikor megérkezett Róna és Horváth Mici az ő felesége lett. Már akkor észlelhetőek voltak Baricson a megzavarodottság jelei. Az őrület szimptómáival került a budapesti Moravcsik-klinikára. Két éven belül meggyógyult és a kórház vezetősége rendes fizetéssel gyógypedagógiai tanárként alkalmazta, beszédhibásokat és dadogókat tanított. Szabad idejében intenzív zeneirodalmi munkásságot fejtett ki. Halálát szívhűdés és kóros elmezavar okozta 42 éves korában.
Felesége, Gál Manyi, aki az aradi színház pénztárosnője volt, trafikot nyitott Aradon, majd 1934-ben kivándorolt Erdélyből. (A nővére ekkor már évtizedek óta Amerikában élt.)

## Munkái
- Express-parthiek. Parodisztikus operett 3 felv. Bem. 1911. febr-ban, Nyitrán (Szabó Perenc társulatánál).
- Karvaly, társ. dráma 4 felv. Bemutató Aradon 1916. február.
- Ördögh báró, operett 3 felv. Társszerző : Czakó Pál és Kázmér Géza. (Szántó Mihály zenéjével). Bem. 1922. febr. 17-én, Várszínház.